# Le Mystérieux Docteur Cornélius (mini-série)
Pour les articles homonymes, voir Le Mystérieux Docteur Cornélius.
Le Mystérieux Docteur Cornélius est une mini-série franco-italo-lusitanienne en six épisodes de 55 minutes, créée par Jean-Pierre Petrolacci, Jean-Daniel Simon et Pierre Nivollet d'après le roman homonyme de Gustave Le Rouge, réalisée par Maurice Frydland et diffusée entre le 16 septembre et le 21 octobre 1984 sur Antenne 2.

## Synopsis
Une galerie de personnages extravagants évolue au milieu d'intrigues policières, fantastiques, scientifiques, et souvent invraisemblables, sous les cieux du Xampana, une république bananière d'Amérique du Sud.
Cette fiction met en scène les frères Kramm et leur mystérieuse organisation, la Main Rouge . Cornélius Kramm (Gérard Desarthe), brillant scientifique mais totalement dépourvu de moralité, épaulé par son frère Fritz (Jean Bouise), cherchent à prendre le pouvoir dans le monde entier. Ils utilisent pour arriver à leurs fins le jeune Barruch Jorgell (Hugues Quester), joueur pathologique, qui s'est rendu coupable de crimes et a été renié par son père, le richissime autodidacte Fred Jorgell (Georges Géret). Pour ce faire, ils redonnent au jeune homme une nouvelle identité : celle de Joe Dorgan (Maurice Vaudaux), fils de famille ayant lui brillamment réussi dans la prospection pétrolière, par une délicate intervention de chirurgie esthétique. Pour éviter de tuer le vrai Joe Dorgan, ils donnent à celui-ci les traits de Baruch. Puis, tous ses souvenirs sont effacés, il ne peut plus prononcer qu'une seule phrase : « Je m'appelle Baruch Jorgell. » Arrêté, le faux Baruch est interné dans une institution psychiatrique. Mais Isadora Jorgell (Caroline Sihol) doute de l'identité du détenu…

## Distribution
- Gérard Desarthe : Cornélius Kramm
- Jean Bouise : Fritz Kramm
- Hugues Quester : Baruch Jorgell
- François-Eric Gendron : Harry Dorgan
- Renzo Palmer : William Dorgan
- Georges Géret : Fred Jorgell
- Maurice Vaudaux : Joe Dorgan
- Caroline Sihol : Isadora Jorgell
- Anne Fontaine : Andrée de Maubreuil
- Daniel Langlet : Ravenel
- Jean Lescot : Agenor
- Henri Marteau : Pagannot
- Jacques François : Lord Burydan
- Michel Muller : Oscar
- Jean-Jacques Chep : Léonello
- Max Douchin : Curmer
- Eliane Maazel : Mme Mac Barlott
- Michel Norman : Fernando Lopez
- Pierre Forest : Arnold Stickman
- Mario Santini : José